# Abdullah Celik
Abdullah Celik (türkisch Abdullah Çelik; * 19. Juli 1997 in Wien) ist ein österreichischer Fußballspieler, der auch die türkische Staatsbürgerschaft besitzt.

## Karriere
Celik begann seine Karriere beim SC Team Wiener Linien. Zur Saison 2011/12 wechselte er in die Akademie des FK Austria Wien. Nach zwei Jahren in der Akademie der Austria wechselte er im September 2013 zum Favoritner AC. Zur Saison 2014/15 wechselte Celik nach Tschechien in die Jugend des 1. SC Znojmo. Nach einer Saison in Tschechien wechselte er im Oktober 2015 in die Türkei in die Jugend von Beşiktaş Istanbul.
Im November 2017 debütierte er für die Profis von Beşiktaş im Pokal, als er im Fünftrundenhinspiel gegen Manisaspor in der 76. Minute für Gary Medel eingewechselt wurde. Dies blieb sein einziger Einsatz für Beşiktaş.
Im August 2018 wechselte Celik zum Drittligisten Bugsaşspor, der sich 2019 in Başkent Akademi FK umbenannte. Sein Debüt in der TFF 2. Lig gab er im Jänner 2019, als er am 19. Spieltag der Saison 2018/19 gegen Etimesgut Belediyespor in der Startelf stand. Bis Saisonende kam er zu zwölf Einsätzen in der dritthöchsten Spielklasse. In der Saison 2019/20 spielte er 21 Mal für Başkent in der TFF 2. Liga. Zur Saison 2020/21 wechselte er zum Erstligisten MKE Ankaragücü, wurde jedoch direkt zurück an Başkent, das sich inzwischen in Mamak FK umbenannt hatte, verliehen. Nach 17 Drittligaeinsätzen kehrte er im Jänner 2021 nach Ankara zurück. Für Ankaragücü kam er allerdings nie zum Einsatz, mit dem Verein stieg er am Ende der Saison 2020/21 in die TFF 1. Lig ab.
Im August 2021 wechselte er leihweise zum Viertligisten 76 Iğdır Belediyespor. Für Iğdır kam er zu 27 Einsätzen in der TFF 3. Lig. Im August 2022 folgte die nächste Leihe, diesmal an den Drittligisten Ankara Demirspor. Für Demirspor spielte er 35 Mal in der 2. Lig. Zur Saison 2023/24 wechselte er zum Drittligisten Arnavutköy Belediyespor. Für das Team absolvierte er 64 Drittligaspiele, in denen er dreimal traf. Zur Saison 2025/26 wechselte er anschließend zu Zweitligist Ankara Keçiörengücü.